# Francisco Lorenz de Rada
Francisco Lorenz de Rada y Arenaza (Laredo, bautizado el 17 de octubre de 1660- Virreinato de Nueva España, 23 de abril de 1713) fue un noble y militar español, así como maestro de esgrima y autor de la escuela de esgrima española denominada Verdadera Destreza.

## Biografía
Nació en una familia de hidalgos y se conoce la fecha de su bautizo, el 17 de octubre de 1660. 
En 1682 comenzó su carrera militar en la Armada del Mar Océano, primero como soldado y después como capitán de Infantería, hasta alcanzar el grado de maestre de Campo. En 1694 se incorporó a la Orden de Santiago como Caballero y al año siguiente viajó a América, donde ejerció como gobernador de Veracruz, canciller mayor de las Reales Audiencias y registrador perpetuo de los reinos de Nueva España. En 1702 participó en la Batalla de Rande, en la que se perdió un libro con numerosas láminas que tenía escrito. 
El rey Felipe V le concedió el título nobiliario de marqués de las Torres de Rada, por Real Decreto de 22 de abril de 1704, con vizcondado previo de Santa Gertrudis, en homenaje a su mujer. Durante su estancia en España publicó Nobleza de la espada (1705).

## Obra
- Carta sobre la destreza de las armas (1684)[1]
- Crisol de la verdadera destreza, y Filosofía Matemática de las Armas (1695)[1]
- Respuesta philosophica y mathematica, en la qual se satisface à los argumentos, y proposiciones que à los professores de la verdadera destreza, y philosophia de las armas se han propuesto por un papel, expedido sin nombre de autor (1695)[2]
- Promptuario de cómo se entienden, y aplican, las especies de movimientos en los diez Predicamientos de la Logica de la ciencia de la Espada (1702)[1]
- Nobleza de la espada (1705)[3]
- Arte y manejo de la Espada. Sobre la formación del atajo (1708)[1]
- Defensa de la verdadera destreza de las armas y respuesta [...] a la Carta Apologética que le escribió Diego Rodríguez de Guzmán (1712)[1]